# Euploea morosa
Euploea morosa är en fjärilsart som beskrevs av Butler 1866. Euploea morosa ingår i släktet Euploea och familjen praktfjärilar. Inga underarter finns listade i Catalogue of Life.